# King Kong (musical)
King Kong è un musical jazz sudafricano degli anni cinquanta, scritto dal compositore Todd Matshikiza con la collaborazione di Pat Williams e Harry Bloom. Raccontava la vita di un pugile nero della categoria dei pesi massimi, Ezekiel Dlamini, noto con lo pseudonimo di "King Kong".

## Produzione
La compagnia che interpretò il musical era diretta da Leon Gluckman, e gli furono realizzati dal pianista Sol Klaaste, i sassofonisti Mackay Davashe e Kippie Moeketsi e il compositore Stanley Glasser. Ambientazioni e costumi furono progettati da Arthur Goldreich, un architetto ebreo e comunista che in seguito sarebbe stato arrestato durante una manifestazione contro l'apartheid. Il cast, di 72 persone, era composto di soli neri. Fra gli altri, vi comparivano Miriam Makeba, Nathan Mdledle dei Manhattan Brothers, Hugh Masekela, Abdullah Ibrahim, Kippie Moeketsi e Thandi Klaasen.
Lo spettacolo venne messo in scena in Sudafrica nel 1959 ed ebbe un grandissimo successo, tanto da essere in seguito portato fino a Londra (nel 1961). In un periodo di inasprimento del regime dell'apartheid, per molti artisti del cast la tournée di King Kong fu l'occasione per lasciare il Sudafrica definitivamente: sia Makeba che i Manhattan Brothers, per esempio, decisero di non fare ritorno insieme al resto della compagnia, e iniziarono una nuova carriera in Europa.
Lo stesso spettacolo conteneva elementi non troppo celati di critica al regime dell'apartheid. La canzone Sad Times, Bad Times, per esempio, si riferiva al processo per tradimento a cui furono sottoposti a Pretoria Albert Luthuli, Walter Sisulu, Nelson Mandela e Oliver Tambo.
Una registrazione dello spettacolo del 1959 fu pubblicata su CD dall'etichetta discografica sudafricana Gallo (CDZAC51R) nel 1991.

## Numeri musicali
- Sad Times, Bad Times
- Marvellous muscles
- King Kong
- Kwela Long
- Back of the Moon
- Petal's Song
- Damn Him
- Strange
- Better Than New
- Mad
- Quickly in Love
- In the Queue
- It's a Wedding
- Death Song

## Cast
Il cast originale del musical del 1959 comprendeva i seguenti artisti.
- Personaggi principali e cantanti: Nathan Mdledle, Miriam Makeba, Joseph Mogotsi, Stephen Moloi, Helen Gama, Dan Poho, Ruth Nkonyane, James Thompson, Rufus Khoza, Ronnie Majola, Boy Nawenya, Jerry Tsange, Bennet Masango, Gwigwi Mrwebi, Phyllis Mqomo, Desiree Mkele, Esme Raborithi, Victor Ndlaziwani, Abigail Kubeka, Hazel Futa, Suzan Gabashane, Fats Peterson, Lefty Maruping, Ken Gampu, Tandi Kumalo, Priscilla Booi, Denis Nene, Sonnyboy Chwene, Meshack Mosia, Dorothy Dube, Peter Radebe, George Themba, Linda Mhlongo, Comet Mdledle, Welcome Phatho, Marjorie Jordan, General Duze, Richard Mathison, Joyce Mdakane, Philip Ndlapo
- Attori: Mabel Mafuya, Mary Thobei, Thandeka Mpambane, James Mabena, Letta Mbulo, Johnny Dlamini, Jerry Dube, Joseph Nyembe, Bobby Mphahlela, Samuel Kgasoane, Sidney Motha, Josiah Makhene, George Tau, Joseph Dlamini, Petrus Dlamini, Elliot Dlamini, Moses Sethole, Simon Khubeka, Gideon Kumiwa, Gilbert Ngonca, Thomas Motsoene, Johnny Tsagane, Stephen More, Joseph Tshunyane, Caiphus Semenya, Ephriam Ngwenya, Ezekiel Mazibuko, Isaac Monaheng, Paul Matje
- Musicisti: Joseph Rubushe, Hugh Masekela, Simon Chose, Gwangwa Jonas, Dougmore Slinga, Mackay Devashe, Sylvester Phahlane, Christopher Coka, Gwigwi Mrwebi, Kiepie Moeketsi, Sol Klaaste, General Duze, Jacob Lepere, Ben Maoela, Stanley Glasser
- Coreografia: Arnold Dover
- Libretto: Harry Bloom